# Macrocera picta
Macrocera picta är en tvåvingeart som beskrevs av Freeman 1951. Macrocera picta ingår i släktet Macrocera och familjen platthornsmyggor. Inga underarter finns listade i Catalogue of Life.